# Westhope
Westhope és una població dels Estats Units a l'estat de Dakota del Nord. Segons el cens del 2000 tenia 533 habitants.

## Demografia
Segons el cens del 2000, Westhope tenia 533 habitants, 228 habitatges, i 134 famílies. La densitat de població era de 643,1 hab./km².
Dels 228 habitatges en un 23,7% hi vivien nens de menys de 18 anys, en un 50,4% hi vivien parelles casades, en un 5,7% dones solteres, i en un 41,2% no eren unitats familiars. En el 40,4% dels habitatges hi vivien persones soles el 24,6% de les quals corresponia a persones de 65 anys o més que vivien soles. El nombre mitjà de persones vivint en cada habitatge era de 2,14 i el nombre mitjà de persones que vivien en cada família era de 2,9.
Per edats la població es repartia de la següent manera: un 20,5% tenia menys de 18 anys, un 4,9% entre 18 i 24, un 19,5% entre 25 i 44, un 26,8% de 45 a 60 i un 28,3% 65 anys o més.
L'edat mediana era de 48 anys. Per cada 100 dones de 18 o més anys hi havia 82 homes.
La renda mediana per habitatge era de 26.964 $ i la renda mediana per família de 30.938 $. Els homes tenien una renda mediana de 24.554 $ mentre que les dones 14.792 $. La renda per capita de la població era de 18.252 $. Entorn del 10,1% de les famílies i el 8,7% de la població estaven per davall del llindar de pobresa.

## Poblacions més properes
El següent diagrama mostra les poblacions més properes.